# Turm- und Schwertorden

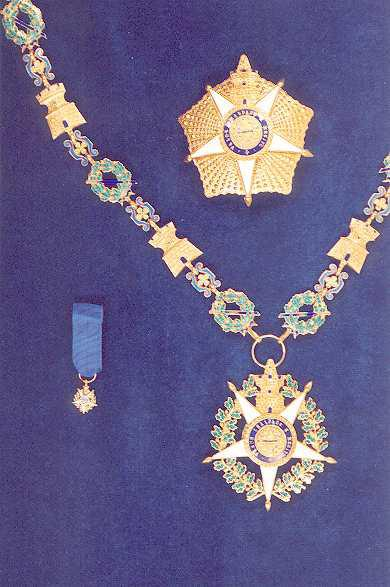
Große Collane, Bruststern und Miniatur des Turm- und Schwertordens

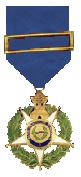
Ordensklasse der Ritter

Der Turm- und Schwertorden (pt. Ordem Militar da Torre e Espada) wurde durch König Afonso V. von Portugal im Jahre 1459 im Zuge der Eroberung Nordafrikas als Orden vom Schwert gestiftet. Am 13. Mai 1808 wurde er von Johann VI. unter dem heutigen Namen erneuert und in den Jahren 1832, 1917, 1929 und 1962 mit neuen Statuten versehen. Er wird er heute noch vom portugiesischen Staatspräsidenten, der Großmeister des Ordens ist, verliehen.

## Ordensklassen
Der Orden kommt in sechs Klassen zur Verleihung:
- Große Collane
- Großkreuz
- Großoffizier
- Kommandeur
- Offizier
- Ritter

## Ordensdekoration
Die Dekoration ist ein weiß emailliertes, fünfarmiges Kreuz mit rundem goldenen Mittelschild innerhalb einer blauen Einfassung. An seinen Kreuzspitzen ist es mit Kugeln besetzt. Die Vorderseite zeigt ein Schwert in einem Eichenkranz. Auf der Rückseite ist ein aufgeschlagenes Buch zu sehen. Die linke Buchseite schmückt das portugiesische Wappen. Auf der blauen Einfassung in goldener Schrift die Devise vorn
Valor, Lealdade e Mérito (Tapferkeit, Ergebenheit und Verdienste)
und hinten
PELO REI E PELA LEI (Für König und Gesetz)
.
Für Träger der Ritterklasse war das Kreuz in Silber, bei allen anderen in Gold. Das Kreuz hängt an einem Turm und ist von einem grünen Eichenkranz umgeben.
Die Große Ordenskette, die ausschließlich vom Großmeister getragen und an andere Staatsoberhäupter verliehen wird, besteht aus 21 Kettengliedern, die abwechselnd einen goldenen Turm und ein Schwert aus blauer Email im Eichenkranz zeigen. Das Ordensband aller Klassen ist dunkelblau.

### Bekannte Träger
- siehe: Träger des Turm- und Schwertordens